# Vagabond (bateau)
Pour les articles homonymes, voir Vagabond.

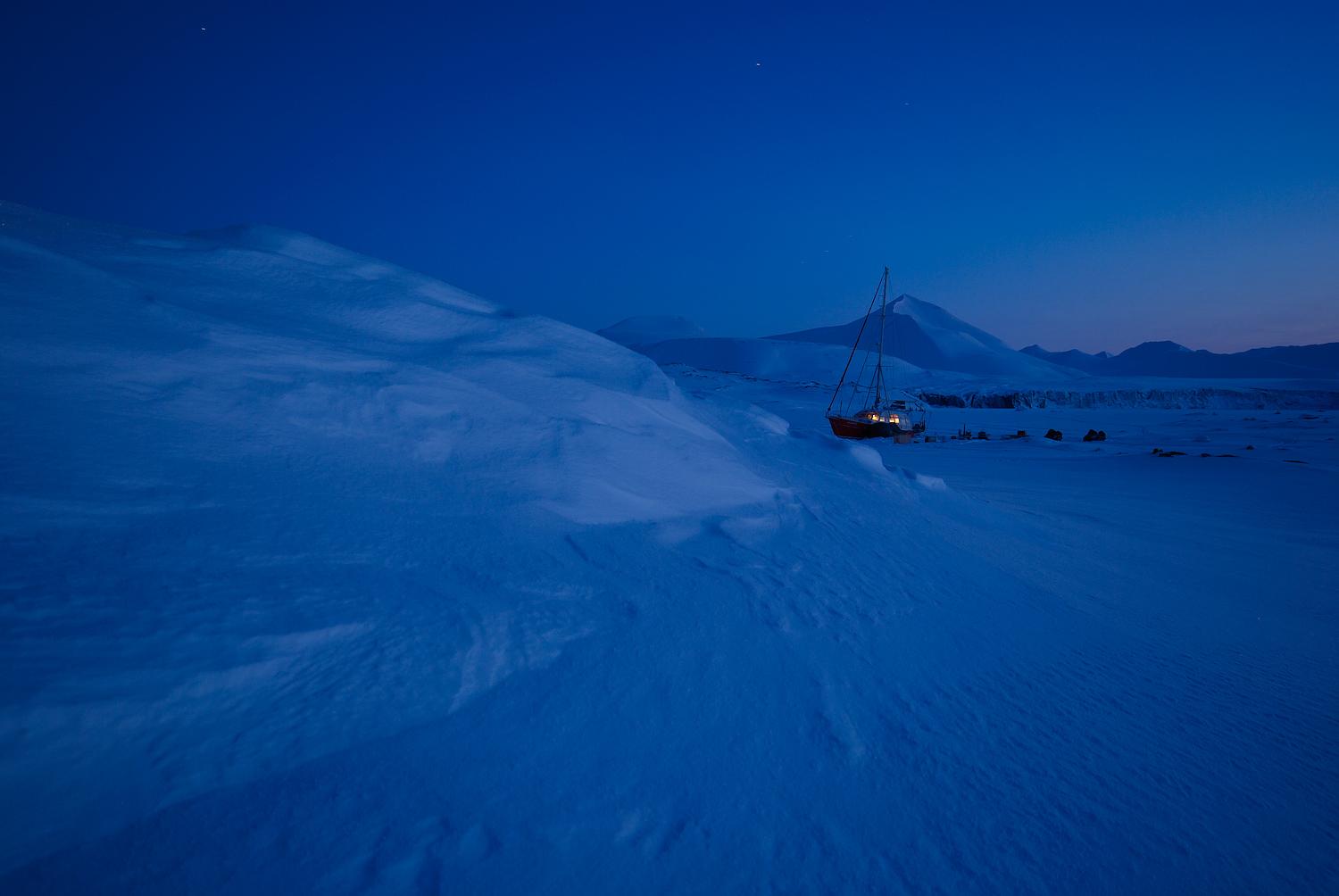
Hivernage de Vagabond en 2011 au Spitzberg.

Vagabond est un voilier spécialement conçu pour naviguer dans les glaces. Construit en 1976, il est transformé en 2000 pour naviguer dans cet environnement extrême. En 2002, il est le premier bateau à compléter le passage du Nord-Est sans hivernage. En 2003, Vagabond rejoint la France par le passage du Nord-Ouest, effectuant ainsi la première circumnavigation autour de l'océan Arctique. Vagabond est maintenant soutien logistique d'expéditions scientifiques dans l'Arctique.